# Steven C. Hayes
Steven C. Hayes (* 1948) ist ein US-amerikanischer Psychologe und Psychotherapieforscher. Er ist Professor am Department of Psychology der University of Nevada, Reno. Er ist für seine Sprach- und Kognitionsanalysen bekannt (Relational Frame Theory) und deren Implikationen für das Verständnis und die Therapie zahlreicher psychischer Störungen (Akzeptanz und Commitment Therapie).

## Wirken
Hayes absolvierte 1970 die Loyola Marymount University im Fach Psychologie mit dem B.A. (Bachelor of Arts). 1974 erreichte er seinen M.A. (Master of Arts) in Klinischer Psychologie an der West Virginia University und promovierte 1977 ebendort zum Ph.D.
Hayes war Präsident der Division 25 der American Psychological Association, der American Association of Applied and Preventive Psychology, der Association for Behavioral and Cognitive Therapies, und der Association for Contextual Behavioral Science. Er war der erste Sekretär und Finanzvorstand der Association for Psychological Science, die er maßgeblich mitgestaltete.
Er ist Autor von 38 Büchern und 550 Artikeln. Auf der Grundlage seines citation impact wurde er 1992 vom Institute for Scientific Information in die Liste der 30 einflussreichsten Psychologen im Zeitraum 1986–1990 aufgenommen.
Er ist Mitorganisator und im Vorstand der Practice Guidelines Coalition, einem amerikanischen Projekt zur Entwicklung evidenzbasierter Therapieleitlinien.

## Veröffentlichungen (Auswahl)
- Hayes, S. C., Barnes-Holmes, D., & Roche, B. (Eds.). Relational Frame Theory: A Post-Skinnerian account of human language and cognition. New York: Plenum Press, 2001. ISBN 0-306-46600-7
- Hayes, S. C. Acceptance and Commitment Therapy, Relational Frame Theory, and the third wave of behavior therapy. Behavior Therapy, 35, 639-665. 2004. doi:10.1016/S0005-7894(04)80013-3
- Hayes, S. C., Villatte, M., Levin, M. & Hildebrandt, M. Open, aware, and active: Contextual approaches as an emerging trend in the behavioral and cognitive therapies. Annual Review of Clinical Psychology, 7,141-168. 2011. doi:10.1146/annurev-clinpsy-032210-104449
- Hayes, Steven C., Get Out of Your Mind and Into Your Life: The New Acceptance and Commitment Therapy, New Harbinger Publications, 2007, ISBN 1-57224-425-9
- Hayes, Steven C., Kirk D. Strosahl, Kelly G. Wilson, Acceptance and Commitment Therapy, Second Edition: The Process and Practice of Mindful Change, Guilford Press, 2011, ISBN 978-1-60918-962-4
- Hayes, Steven C., Editor: Victoria M., Follette, Marsha M., Linehan, Mindfulness and Acceptance: Expanding the Cognitive-Behavioral Tradition, Guilford Press, 2011, ISBN 978-1-60918-989-1